# Emerson, Lake and Palmer in Concert
Emerson, Lake and Palmer in Concert — живий альбом англійської групи Emerson, Lake & Palmer, який був випущений 18 листопада 1979 року.

## Композиції
1. Introductory Fanfare – 0:53
2. Peter Gunn – 3:37
3. Tiger in a Spotlight – 4:06
4. C'est la Vie – 4:12

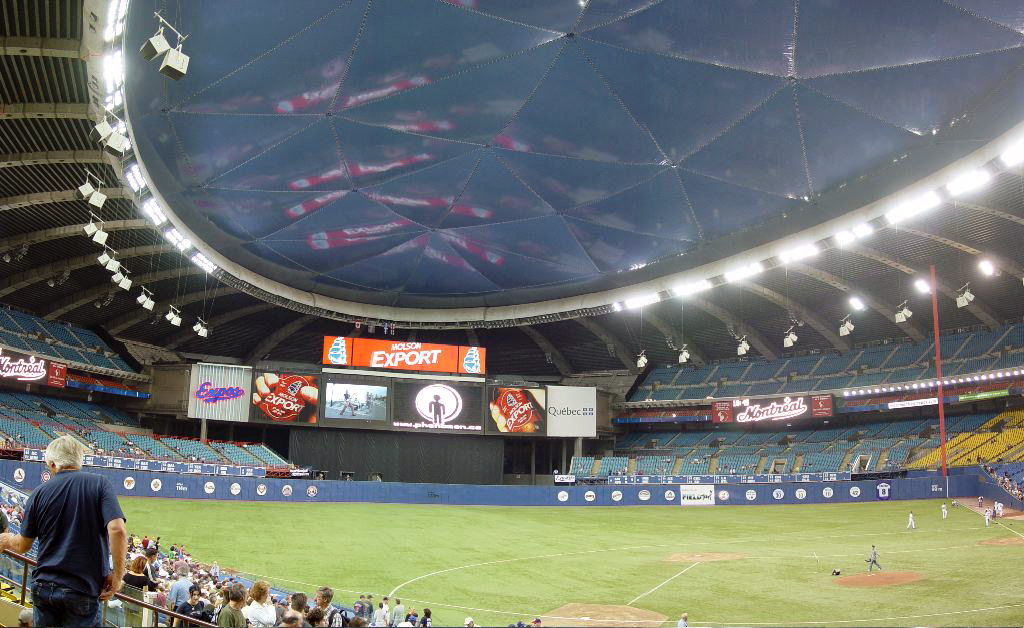
Вигляд інтер'єру Олімпійський стадіон Монреаль з точки зору, подібної до зображення обкладинки альбому.

5. The Enemy God Dances with the Black Spirits – 2:49
6. Knife Edge – 5:14
7. Piano Concerto No. 1, Third Movement: “Toccata con fuoco” – 6:35
8. Pictures at an Exhibition – 15:43

## Учасники запису
- Кіт Емерсон — орган, синтезатор, фортепіано, челеста, клавішні, орган Гаммонда, синтезатор Муґа
- Ґреґ Лейк — акустична гітара, бас-гітара, електрогітара, вокал
- Карл Палмер — перкусія, ударні